# Takemi
Takemi (岳美?) (Shizuoka, Japón; 9 de julio de 1978) cuyo nombre completo es Takemi Kato (加藤 岳美 Kato Takemi?) es una actriz y modelo japonesa, inscrita a la oficina de Kawasaki desde el 24 de diciembre de 2009. Es conocida por su rol doble de las Sacerdotisa Gao Tetomu y Sacerdotisa Gao Murasaki (solo aparece en los recuerdos siendo bisabuela de la primera) en la serie Super Sentai Hyakujū Sentai Gaoranger, que se emitió desde el 18 de febrero de 2001 hasta 10 de febrero de 2002.

## Trabajos

### Televisión
- Hanakin Data H (1995-1996): Regular
- Purple Eyes in the Dark (1996)
- Eko Eko Azarak (manga) (1997): Shoko Sekine (episodio 14)
- Mirai Sentai Timeranger (2000): Miembro de la oficina de protección del tiempo (episodio 1)
- Hyakujū Sentai Gaoranger (2001-2002): Sacerdotisa Gao Tetomu (テトム Tetomu?)/Sacerdotisa Gao Murasaki (ムラサキ Murasaki?)
- Love Story (2001): Anfitriona (episodio 6)
- Sanbiki ga Kiru! Masanobu Takashima Edition (10 de junio de 2002): Omiyo (episodio 9)
- Mito Kōmon Parte 32 (2002): Chinatsu (episodio 10)
- Child-bearing wolf Kinya Kitaoji version 2nd series (2003): Otami (episodio 9)
- AIBOU: Tokyo Detective Duo 2nd Season (2003): Episodio 7
- Hagure Detective Junjou School 16th Series (2003): Mei Kurokawa (episodio 2)
- To Eternal Kimi (29 de marzo al 25 de junio del 2004): Hiroko Nakatani
- Omiyasan 3rd Series (2004): Episodio 8
- Police Department Investigation Division 1, Section 9 Season2 (2007): Yuri (episodio 6)
- Women at Sakura Station (2007): Maki Sugihara (episodio 7)
- Fighting TV SAMURAI: Caster, reportera

### Película
- Hyakujuu Sentai Gaoranger: The Fire Mountain Roars (22 de septiembre de 2001): Sacerdotisa Gao Tetomu (テトム Tetomu?)
- Crusher Kazuyoshi (25 de septiembre de 2005): Potemu

### Teatro
- Sailor Moon musicals (1998): Sailor Galaxia
- Bottom

### CM
- Santen Pharmaceutical: Sante Pure
- Morinaga & Company: Koeda
- Shiseido: Tessera
- Toyota
- Coca-Cola: World Cup Campaign
- NTV Channel night
- Shuukan My Room Guide
- Osaka Gas
- Mitsubishi Motors: Pajero Mini
- Lawson
- Suntory: Pepsi-Cola
- Chiba Aids Stop Campaign
- Menicon: Contact Lens
- Ito-Yokado
- U-Can
- Kenchi Jisen

### Video original
- Hyakujuu Sentai Gaoranger vs. Super Sentai (10 de agosto de 2001): Sacerdotisa Gao Tetomu (テトム Tetomu?)
- Ninpū Sentai Hurricaneger vs. Gaoranger (4 de marzo de 2003): Sacerdotisa Gao Tetomu (テトム Tetomu?)